# Cissus erosa
Cissus erosa es una especie de planta la familia Vitaceae. Se considera una planta decorativa de jardín popular, valorada principalmente por sus hermosas inflorescencias rojas ardientes.

## Distribución
Se encuentra en la zona tropical y subtropical desde México y las Antillas, hasta Bolivia, Paraguay y Brasil, en los bordes y el dosel de los bosques húmedos, por debajo de los 1.850 m de altitud.

## Descripción
Es una liana trepadora de tamaño considerable, capaz de crecer incluso hasta una longitud de 9 a 18 m. El tallo herbáceo es de rápido crecimiento, se vuelve leñoso al envejecer. Produce numerosos zarcillos que ayudan a la planta a escalar y sostenerse.
Las hojas son trifoliadas, lanceadas a ovaladas, ligeramente aserradas, de color verde amarillo con bordes rojizos cuando jóvenes y luego verde claro brillante; miden 5 a 8 cm de largo por 2 a 3 cm de ancho. 
Inflorescencia umbelada de color rojo brillante y ardiente, similar al de las flores mismas. Flores pequeñas con cuatro partes rojas, de 4 a 5 mm de ancho, cáliz copular. Los pétalos salvados rojos de 1 a 1.5 mm de largo están enganchados en el extremo.
Los frutos son bayas esféricas o ligeramente ovoides de hasta 10 mm de diámetro. Inicialmente, cambian de verde a rojo junto con toda la inflorescencia, y cuando maduran, se vuelven de color negro púrpura. Contienen 2 semillas de varias formas.